# Raoul de Presles (légiste)
Ne doit pas être confondu avec son fils naturel, Raoul de Presles, théologien et conseiller de Charles V
Raoul de Presles ou de Praelles, seigneur de Lizy, était un légiste français du XIVe siècle, conseiller du roi Philippe IV le Bel.

## Biographie
Né vers 1270, Raoul de Presles est de basse extraction, puisque sa mère est serve auprès de l'abbaye de Saint-Denis. Affranchi par l'abbé, il commence une carrière ecclésiastique.
En 1300, il est affranchi une seconde fois et quitte l'Église sans avoir obtenu la prêtrise. Juriste expérimenté, Presles s'établit alors à Laon et devient l'un des meilleurs avocats de la cité. Il travaille entre autres pour Enguerrand IV de Coucy et reçoit en échange de ses services l'importante seigneurie de Lizy. Sa fortune commence à croître grâce à ses revenus fonciers et à la spéculation. Bien que son honnêteté soit douteuse, il est au début des années 1300 l'un des principaux notables de Laon.
En 1303, Presles vient s'installer à Paris et entre au service de la reine Jeanne de Navarre, dont il est le juriste chargé des affaires du comté de Champagne. À la mort de la reine, il sert l'héritier de la couronne Louis de Navarre, avant de devenir l'avocat du roi Philippe le Bel. En 1310, il dépose contre les templiers et joue un rôle crucial dans leur condamnation. Son dévouement est grassement récompensé par le roi. Il exerce également son talent en 1311 lors du conflit avec le comté de Flandre en faisant déclarer parjure et coupable de lèse-majesté Louis de Nevers.
Ce grand procédurier volontiers retors se consacre également au mécénat. Il fonde à Paris, près de la place Maubert, un collège pour étudiants : le collège de Presles.
La mort de Philippe le Bel en 1314 marque la chute de Raoul de Presles. Le nouveau roi Louis X, qui l'avait pourtant employé lorsqu'il était roi de Navarre, le destitue et le fait jeter en prison. Avec Pierre de Latilly et Enguerrand de Marigny, Presles est la victime de la réaction orchestrée par le tout-puissant comte de Valois qui s'abat sur les conseillers du feu roi. Accusé d'avoir empoisonné Philippe le Bel, il est torturé mais ne lâche aucun aveu. En septembre 1315, sa femme, son frère et ses amis obtiennent sa grâce auprès du roi. Il est donc libéré, aucune preuve n'ayant été trouvée contre lui.
Raoul de Presles retrouve la faveur royale avec l'avènement de Philippe V le Long en 1316. Il est un des importants conseillers de ce prince, qui lui donne en septembre 1317 des lettres de noblesse.
Charles IV le Bel, qui règne à partir de 1322, le compte également au nombre de ses conseillers.
Raoul de Presles meurt en 1329. Il laisse un fils illégitime, Raoul, qui devient l'un des conseillers de Charles V de France.

## Hommages
La rue de Presles à Paris porte son nom.
Raoul de Presles est un personnage mineur des romans de Maurice Druon Les Rois maudits. Christian Bertola lui prête ses traits dans l'adaptation télévisée de 1972.